# Jenn Díaz
Jenn Díaz (Barcelona, 1988) es una escritora y política española, diputada por Esquerra Republicana de Cataluña en el Parlamento de Cataluña.

## Biografía
Empezó a estudiar filología, estudios que abandonó para dedicarse por completo a la escritura. 
Publicó su primera novela, Belfondo, a los 22 años, considerada por la crítica como un exponente destacado de la corriente neorruralista de la literatura española del siglo XXI.
Está considerada una de las plumas más destacadas de la generación de autores nacidos en la década de 1980. Entre sus influencias, cita a Ana María Matute, Carmen Martín Gaite o Natalia Ginzburg.
Su cuento «El vuelo del moscardón» aparece en la antología de relato Última temporada. Nuevos Narradores Españoles 1980-1989 (antólogo: Alberto Olmos, Lengua de Trapo). Un texto suyo también aparece en la antología Bajo Treinta (Salto de Página), conformada por autores nacidos a partir de 1983.
Colabora en diversas revistas como Granite & Rainbow, Jot Down, con el blog «Mujeres» de El País, y es la fundadora y coordinadora del fanzine feminista Matrices.
Se presentó en la lista por Barcelona de Esquerra Republicana para las elecciones del 21 de diciembre de 2017 en las que salió elegida diputada del Parlamento de Cataluña.

## Obras
- 2011 - Belfondo, Principal de los Libros.
- 2012 - El duelo y la fiesta, Principal de los Libros.
- 2013 - Mujer sin hijo, Jot Down Books.
- 2013 - Antología Última Temporada. Nuevos Narradores españoles 1980-1989, VV.AA., Lengua de trapo.
- 2013 - Antología Bajo treinta, VV.AA., Salto de Página.
- 2014 - Es un decir, Lumen.
- 2015 - Mare i filla (en catalán)
- 2020 - Mujer y poder. Cómo y por qué feminizar la política. (Now books, 2020)